# Conférence de Berlin (2-6 novembre 1917)
Vous lisez un « bon article » labellisé en 2018.
Pour les articles homonymes, voir Conférence de Berlin (homonymie).
La conférence de Berlin, du 2 au 6 novembre 1917, est une succession de rencontres entre ministres allemands et prussiens dans un premier temps, et entre représentants allemands et austro-hongrois dans un second temps. Cette conférence se tient à Berlin quelques jours avant le déclenchement de la révolution d'Octobre ; parallèlement, les antagonismes entre le chancelier Georg Michaelis, soutenu par le secrétaire d'État Richard von Kühlmann, d'une part, et, d'autre part, les militaires, principalement les Dioscures, Paul von Hindenburg et Erich Ludendorff, atteignent alors un point culminant, incitant les militaires à demander la démission du chancelier, actant leurs désaccords sur le programme de réforme intérieure du Reich,. Ces différends entre responsables politiques et militaires ont également pour enjeu la définition d'un nouveau programme des buts de guerre du Reich et les concessions que les Allemands seraient prêts à faire à leurs alliés, principalement la double monarchie, épuisée par plus de trois années de conflit, mais hostile à tout renforcement excessif de la tutelle allemande sur l'Europe centrale et orientale.

## Contexte

### Situation des puissances centrales à l'automne 1917
Durant l'automne 1917, la situation militaire des puissances centrales est contrastée : des succès importants ont été remportés, mais ils n'ont pas permis de décider de l'issue du conflit alors que les armées de la Quadruplice multiplient les handicaps, générateurs d'un affaiblissement de plus en plus prononcé au fil des mois.
L'armée allemande, depuis les défaites qu'elle a essuyées en 1916, à Verdun et sur la Somme, se trouve ainsi face à une crise des effectifs que les pertes accentuent lentement mais sûrement au fil des mois. Cependant, cet affaiblissement, intenable sur la durée, n'interdit pas les succès partiels : les armées de la Quadruplice sont encore capables de donner un coup d'arrêt aux offensives alliées, d'en remettre en cause la préparation et de priver les Alliés de toute capacité offensive en Italie. Affrontant des pertes toujours plus difficiles à combler au fil des mois, les armées de la Quadruplice ne sont donc plus en mesure de remporter la victoire, mais, appuyée par le Reich, la double monarchie est en mesure d'infliger aux Italiens une défaite quasi-totale sur l'Isonzo, tandis que l’opiniâtreté des soldats allemands prive les Britanniques, les Français et les Belges d'une victoire stratégique dans les Flandres.
Ces succès partiels ont permis à la double monarchie d'améliorer la situation militaire à laquelle elle doit faire face : la décomposition de l'armée russe, amplifiée par l'échec de l'offensive de Kerenski lancée le 1er juillet 1917, supprime tout danger de retour offensif russe en Galicie austro-hongroise ; dans les Balkans, en dépit de succès tactiques appréciables, les Alliés ne disposent pas encore de capacités offensives de nature à menacer en 1917 la cohésion du front austro-bulgare. Ce rétablissement militaire, impossible sans le soutien du Reich, ne masque cependant pas la gravité de la situation intérieure de la double monarchie, déjà préoccupante lors de la remise le 13 avril 1917 à l'empereur Charles Ier du rapport intitulé « La puissance militaire austro-hongroise en voie de désagrégation »,. Enfin, conscients de cet épuisement, les responsables austro-hongrois multiplient les initiatives afin de sortir du conflit, le ministre des affaires étrangères austro-hongrois Ottokar Czernin proposant des entretiens bilatéraux avec Paul Painlevé, alors président du conseil de la France.
Enfin, les planificateurs stratégiques austro-hongrois et allemands ont préparé de multiples offensives destinées à être lancées durant le printemps de 1918, en France et en Italie ; de plus, depuis le 26 octobre, les unités germano-austro-hongroises sont engagées dans la poursuite de l'armée italienne, en déroute sur le front de l'Isonzo,.

### Les accords austro-allemands de Kreuznach

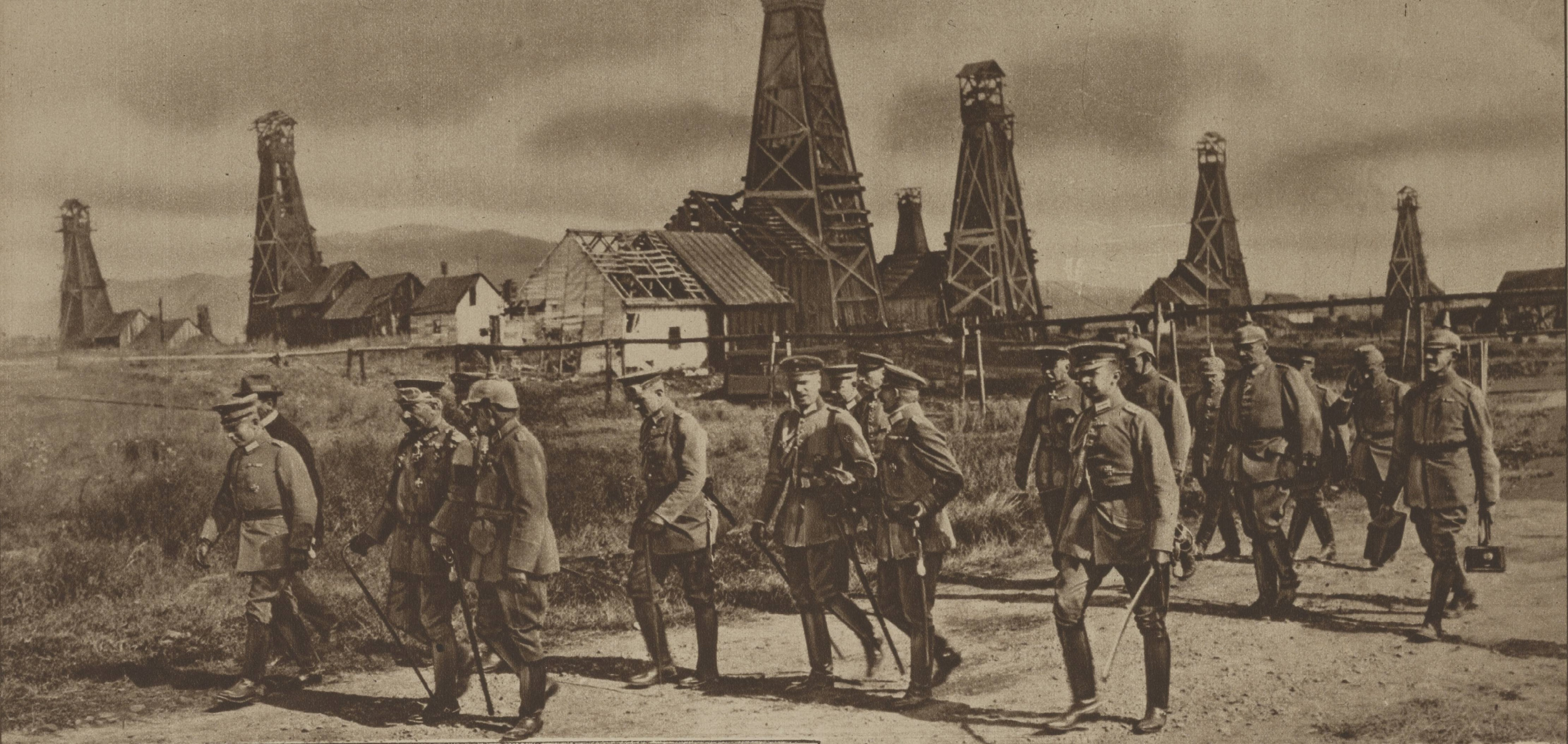
Guillaume II visitant les champs pétrolifères de Roumanie en 1917.

Le 17 mai 1917, lors de la première rencontre officielle entre Guillaume II et Charles Ier, une solution avait été trouvée pour partager le continent en une sphère d'influence allemande et une sphère d'influence austro-hongroise, attribuant la Pologne, la Courlande et la Lituanie au Reich et la Roumanie, alors occupée par les armées de la Quadruplice, à la double monarchie.
Les 18 juin 1917, les Austro-hongrois valident les termes de la note finale rendant compte des pourparlers de Kreuznach du mois de mai précédent ; le conseil des ministres de la double monarchie accepte le programme de buts de guerre de Kreuznach, définissant les régions destinées à être annexées au Reich et à la double monarchie, ainsi que les zones relevant d'États indépendants, mais promises à une stricte tutelle allemande ou austro-hongroise.
Cependant, les responsables allemands se montrent rapidement intéressés par la Roumanie, notamment après un voyage de Guillaume II au mois de septembre 1917 dans le royaume occupé ; à l'issue de ce voyage, l'empereur allemand se montre conquis par les « milliards roumains », essentiellement ses richesses minières et agricoles.

### Le programme allemand du7 octobre 1917

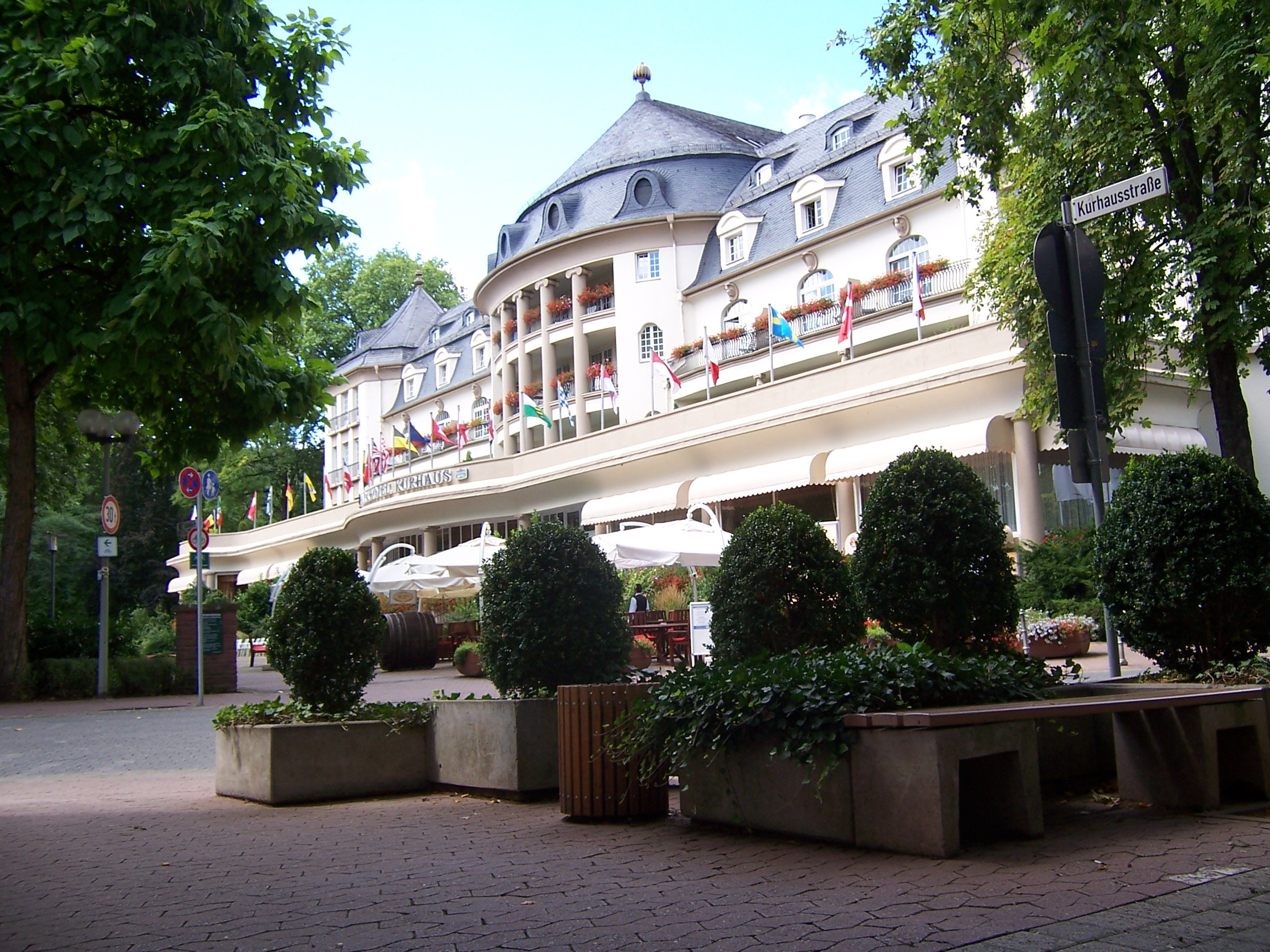
Le Parkhotel de Kreuznach, siège de lOberste Heeresleitung, accueille la conférence du 7 octobre 1917.

Le 7 octobre 1917, une conférence réunit à Kreuznach, alors siège de l'Oberste Heeresleitung (OHL, haut-commandement allemand), le chancelier du Reich, Georg Michaelis et le secrétaire d'État Richard von Kühlmann, sous la présidence de Guillaume II. Durant cette rencontre, les militaires exposent les objectifs qu'ils assignent à la guerre au terme trois années de conflit, dans un mémorandum en 24 points ; ils se heurtent aux civils, fermes partisans de la dévolution de la couronne de Pologne à un archiduc Habsbourg.
Ce programme en 24 points définit les nouvelles orientations que les militaires allemands souhaitent voir mises en œuvre dans la poursuite des buts de guerre. Les Dioscures aspirent ainsi à mettre l'Autriche-Hongrie sous une stricte tutelle du Reich pour une durée de vingt années, dans le cadre d'une alliance militaire défensive et offensive, d'une union douanière étendue dans le cadre de la constitution de la Mitteleuropa ; de plus, ils souhaitent que la double monarchie se désintéresse de la Roumanie, en échange de la Pologne. Les militaires allemands souhaitent également obliger la monarchie habsbourgeoise à s'engager fermement à poursuivre sa participation dans le conflit jusqu'à la victoire du Reich.
Au terme d'un échange serré entre civils et militaires, le chancelier parvient à un compromis entre les positions défendues par les Dioscures et celles défendues par le secrétaire d'État : les divergences portent plus sur la forme que doit prendre la prééminence allemande en Europe que sur son bien-fondé ou son extension géographique. En effet, les participants à la réunion du 7 octobre se montrent partisans de la reprise des négociations économiques avec la double monarchie, afin de conclure une union douanière entre les deux empires.

### Les directives du 22 octobre 1917

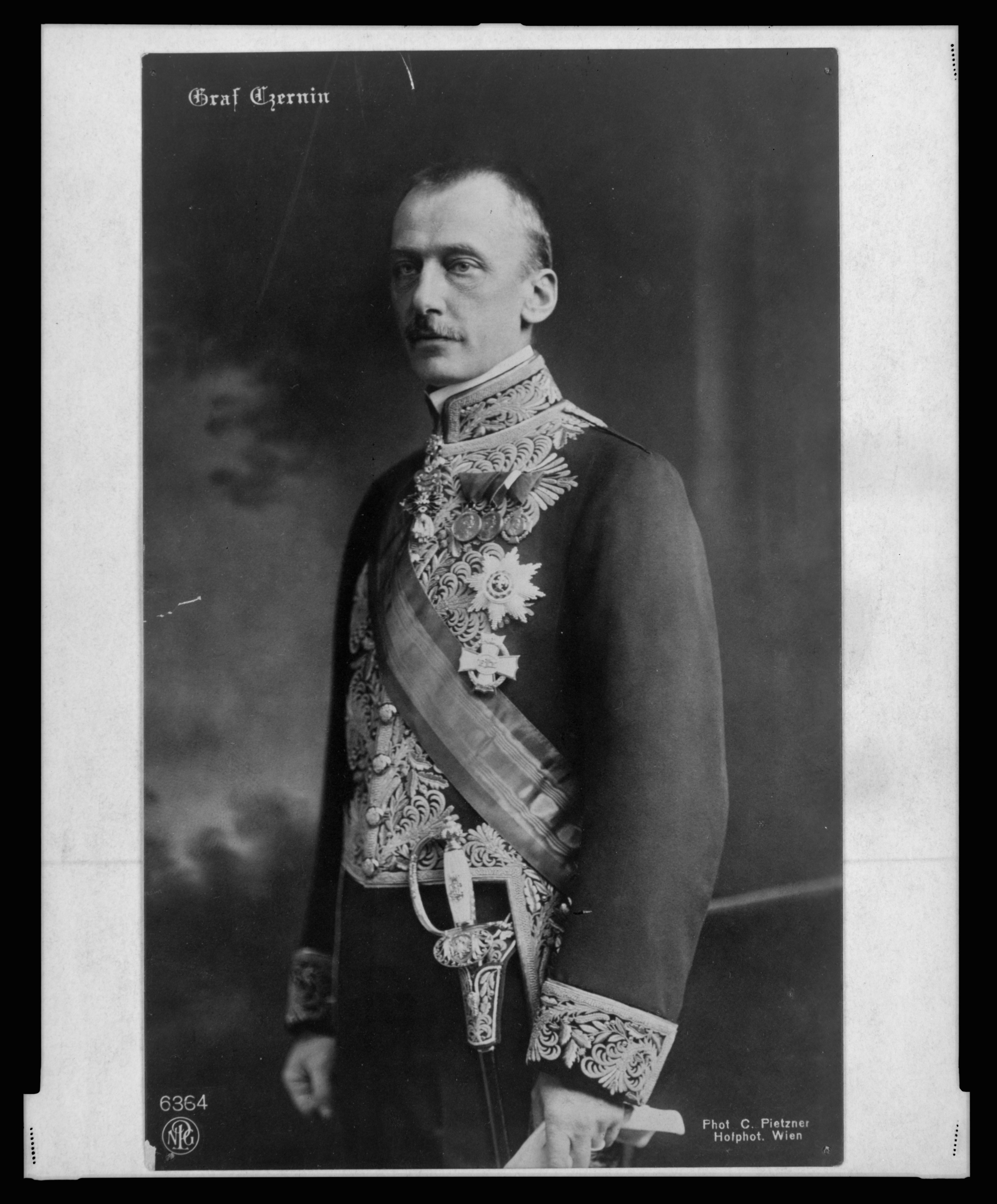
Ottokar Czernin, représentant la double monarchie à Berlin, accepte les termes de la conférence de Vienne du 22 octobre 1917.

Au cours de l'automne 1917, le représentants allemands multiplient les occasions pour redéfinir les termes des accords négociés au mois de mai précédent à Kreuznach, tentant d'échanger la Pologne, promise au Reich mais partagée en zones d'occupation allemande et austro-hongroise, contre la Roumanie, promise à l'Autriche-Hongrie.
Le 22 octobre 1917, Ottokar Czernin accepte, au nom de la double monarchie, les « directives » proposées par Richard von Kühlmann, au terme d'une rencontre ministérielle à Vienne. Czernin reconnaît le bien-fondé des exigences allemandes sur la Belgique, sur la Courlande et la Lituanie, tout en engageant le gouvernement allemand à « ne pas faire obstacle à une solution pacifique à l'Ouest » ; en échange, Czernin parvient à négocier le maintien de certaines des positions, politiques, économiques et commerciales de la double monarchie dans la régence polonaise largement placée sous tutelle allemande,.
En échange du renforcement et de la pérennisation des liens entre le Reich et la double monarchie, les Allemands se montrent prêts à abandonner le trône de Pologne à un archiduc Habsbourg, Charles-Étienne de Teschen, voire à accepter l'intégration politique du royaume en cours de constitution au sein de la double monarchie. Cependant, cet abandon se révèle surtout de façade : les accords entre le royaume de Pologne et le Reich garantissent une « simple union personnelle sans liaison juridique » entre la Pologne et la double monarchie mais placent le royaume restauré sous une stricte tutelle politique et économique allemande.

## Participants

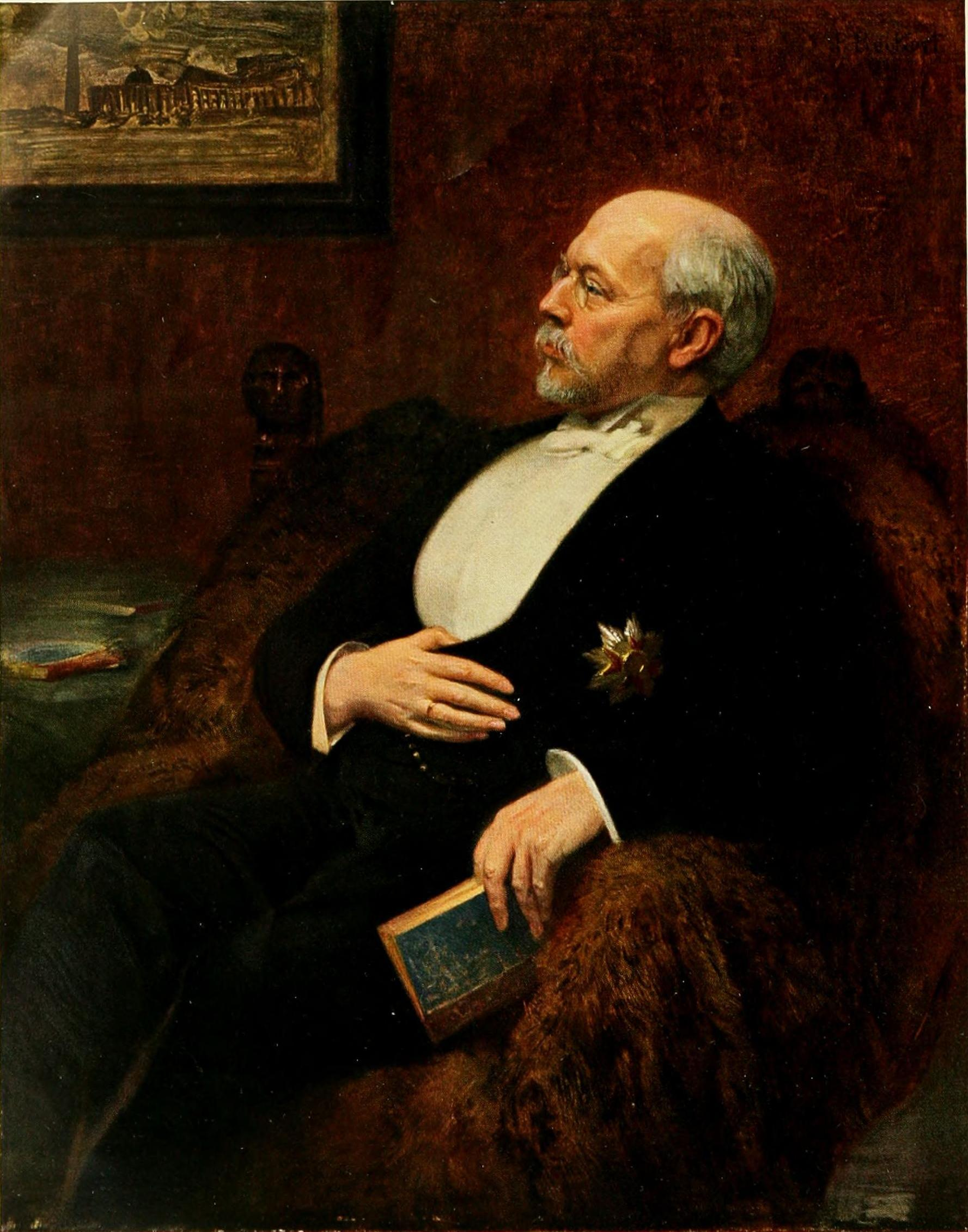
Georg von Hertling, ici en 1908, prépare la conférence pour le compte du de.

La conférence de Berlin est en réalité constituée de plusieurs réunions gouvernementales présidées par Georg von Hertling, le nouveau chancelier du Reich et ministre-président du royaume de Prusse. Dans un premier temps, elles réunissent des membres des gouvernements des principaux États fédérés auxquelles assistent les militaires allemands ; dans un second temps, la conférence s'ouvre à des représentants austro-hongrois.

### Négociateurs allemands

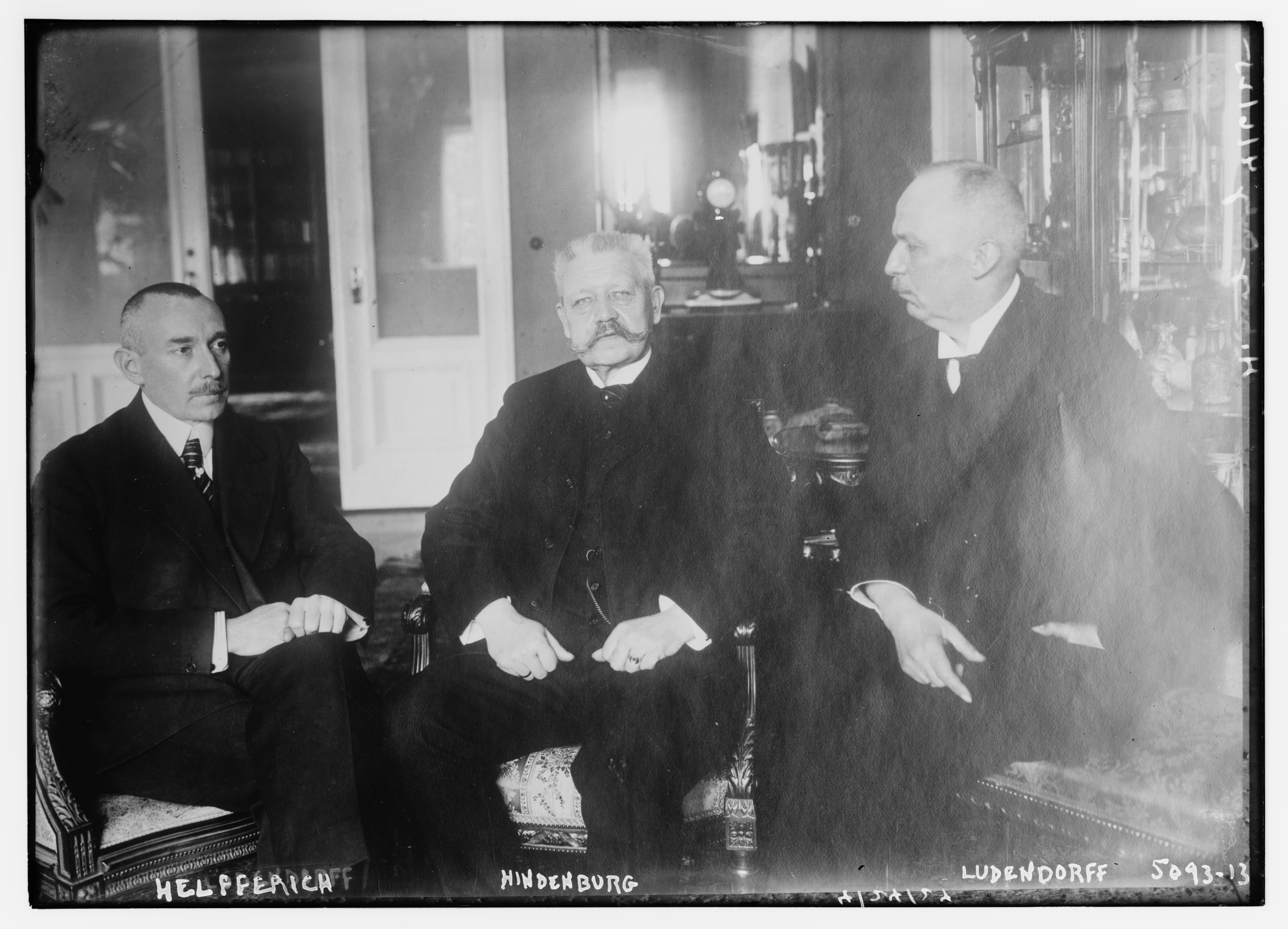
Karl Helfferich, Paul von Hindenburg et Erich Ludendorff, ici en 1915, participent activement à cette rencontre.

La conférence est préparée par Georg von Hertling, le nouveau chancelier du Reich, et son vice-chancelier, Karl Helfferich, sous le contrôle strict de Richard von Kühlmann et des militaires, les Dioscures Paul von Hindenburg et Erich Ludendorff, présents à Berlin durant toute la durée des échanges, en dépit de l'hostilité des députés du Reichstag.
Le chef de la délégation allemande, Hermann Johannes, directeur des Affaires économiques de l'Auswärtiges Amt, jugé trop timoré, se trouve rapidement écarté par le vice-chancelier, Karl Helfferich, et par l'ambassadeur allemand à Vienne, Botho von Wedel. Au terme d'une intrigue de couloir, Hermann Johannes se voit remplacé par son collègue, le diplomate Paul Koerner : celui-ci, totalement acquis aux projets économiques du vice-chancelier, possède une réputation de très grande compétence dans le domaine des négociations commerciales.
Le vice-chancelier, Karl Helfferich, préside la rencontre avec les négociateurs austro-hongrois, ouverte le 5 novembre, mais il se montre impuissant face à l'ampleur du fossé qui sépare les Allemands des Austro-Hongrois sur la question des buts de guerre.
Lors du conseil de la couronne allemande, est également présent Otto von Dandler (en), dernier ministre-président du royaume de Bavière.

### Négociateurs austro-hongrois
Annoncée après le 22 octobre 1917, la présence d'Ottokar Czernin, ministre des affaires étrangères de la double monarchie, à Berlin le 5 novembre incite le chancelier Georg Michaelis à proposer un report de quelques jours la tenue de pourparlers germano-austro-hongrois initialement planifiés les 29 et 30 octobre 1917.

## Négociations

### La poursuite de la guerre
Le chancelier, Georg von Hertling, et les militaires tentent de renforcer au profit du Reich les dispositions négociées avec la double monarchie à Kreuznach le 7 octobre précédent et d'obtenir l'accord austro-hongrois pour réviser les termes des accords de Kreuznach du mois de mai précédent.
Ainsi, les 3 et 4 novembre, avant l'arrivée des négociateurs austro-hongrois, un accord est trouvé au sein des participants allemands à la conférence : ces derniers proposent la poursuite du conflit « jusqu'à ce que les buts de guerre allemands soient atteints », ce qu'accepte Czernin dès son arrivée à Berlin le 5 novembre.

### Réaffirmation des buts de guerre

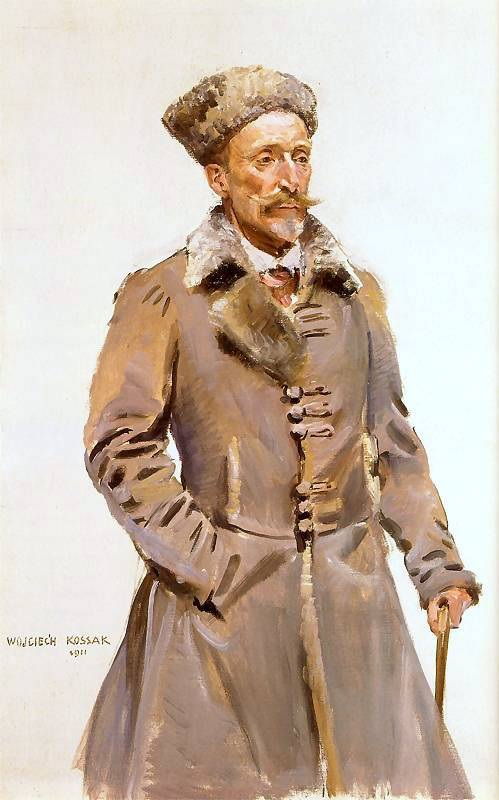
La dévolution de la couronne polonaise à l'archiduc Charles-Étienne de Teschen, ici portraituré par Wojciech Kossak, ne remet pas en cause la tutelle allemande sur le royaume restauré.

Dès le 2 novembre, les responsables politiques et militaires du Reich focalisent les débats sur la question des buts de guerre du Reich et de ses alliés, aussi bien les buts de guerre territoriaux que les conditions économiques et commerciales de sortie du conflit.
Depuis la fin de l'année 1915, la place respective de la Belgique et de la Pologne dans l'édifice de la Mitteleuropa constitue le principal enjeu des conférences gouvernementales austro-allemandes.
Le haut-commandement et le gouvernement réclament des garanties qui, en échange de l'évacuation du pays par les troupes allemandes, remettent en cause toute réelle indépendance du royaume belge. Ainsi, les négociations entre responsables allemands aboutissent à confirmer les conclusions des pourparlers du mois de septembre 1917 : la Belgique, indépendante, est en réalité promise à une stricte tutelle économique du Reich,. Enfin, l'intégrité du royaume, formellement indépendant, serait garantie par le Reich, alors que l'armée belge serait plus une milice qu'une véritable armée nationale.
La dévolution de la Pologne russe et les frontières du nouveau royaume constitue également une autre pomme de discorde entre le Reich et la double monarchie. Les négociations se focalisent sur la bande frontalière annexée au Reich et le tracé de la nouvelle frontière : les négociateurs allemands réclament pour la Prusse une modification de frontière telle que le tiers du royaume du Congrès serait annexé au Reich, remettant en cause toute possibilité d'indépendance réelle au royaume restauré. Le 4 novembre, les ministres prussiens exposent l'ensemble de leurs revendications en Pologne : indépendante et formellement dévolue aux Habsbourg-Lorraine, la Pologne restaurée se trouve en réalité totalement placée sous le strict contrôle du Reich. Ce nouveau royaume doit ainsi céder au Reich une large bande frontalière, d'une superficie totale équivalente au tiers du royaume du Congrès, tandis que les canaux et les chemins de fer seraient placés sous tutelle prussienne, via des participations majoritaires dans les entreprises concernées ; de même, la banque centrale du nouveau royaume, supposée être émettrice du mark polonais, est issue de la caisse des dépôts déjà en activité dans les territoires administrés par le Reich. La sévère réalité de cette tutelle est à peine remise en cause par la dévolution du trône polonais à un cousin de l'empereur-roi Charles, l'archiduc Charles-Étienne de Teschen, « cerise autrichienne sur le gâteau » polonais.

### Tutelle directe ou indirecte?
Depuis le déclenchement du conflit, différentes conceptions président à la définition des buts de guerre du Reich. Certains responsables allemands, en majorité les membres du cabinet impérial, prônent la mise en place d'une tutelle économique forte sur les territoires que le Reich souhaite contrôler ; d'autres, proches des militaires et de la droite nationaliste, défendent une annexion pure et simple de ces territoires.
Les membres civils du gouvernement du Reich tentent d'imposer aux Dioscures la mise en œuvre d'une stratégie axée sur la mise sous tutelle indirecte du continent européen. Le choix est dicté par une double pression, celle de Vienne pour sortir du conflit, et celle du Reichstag, conscient de l'impossibilité de justifier la poursuite de la guerre par la recherche de vastes annexions.
Face à cette dissension sur la forme que doit prendre l'hégémonie allemande en Europe, Guillaume II n'expose pas clairement sa position, laissant la crise se développer jusqu'à l'été 1918 : en effet, le 2 juillet 1918, à Spa, il arbitre entre les différentes positions, se montrant favorable à la mise en place d'une tutelle indirecte, économique, du Reich sur des États formellement indépendants.

## Issue

### Chimères allemandes

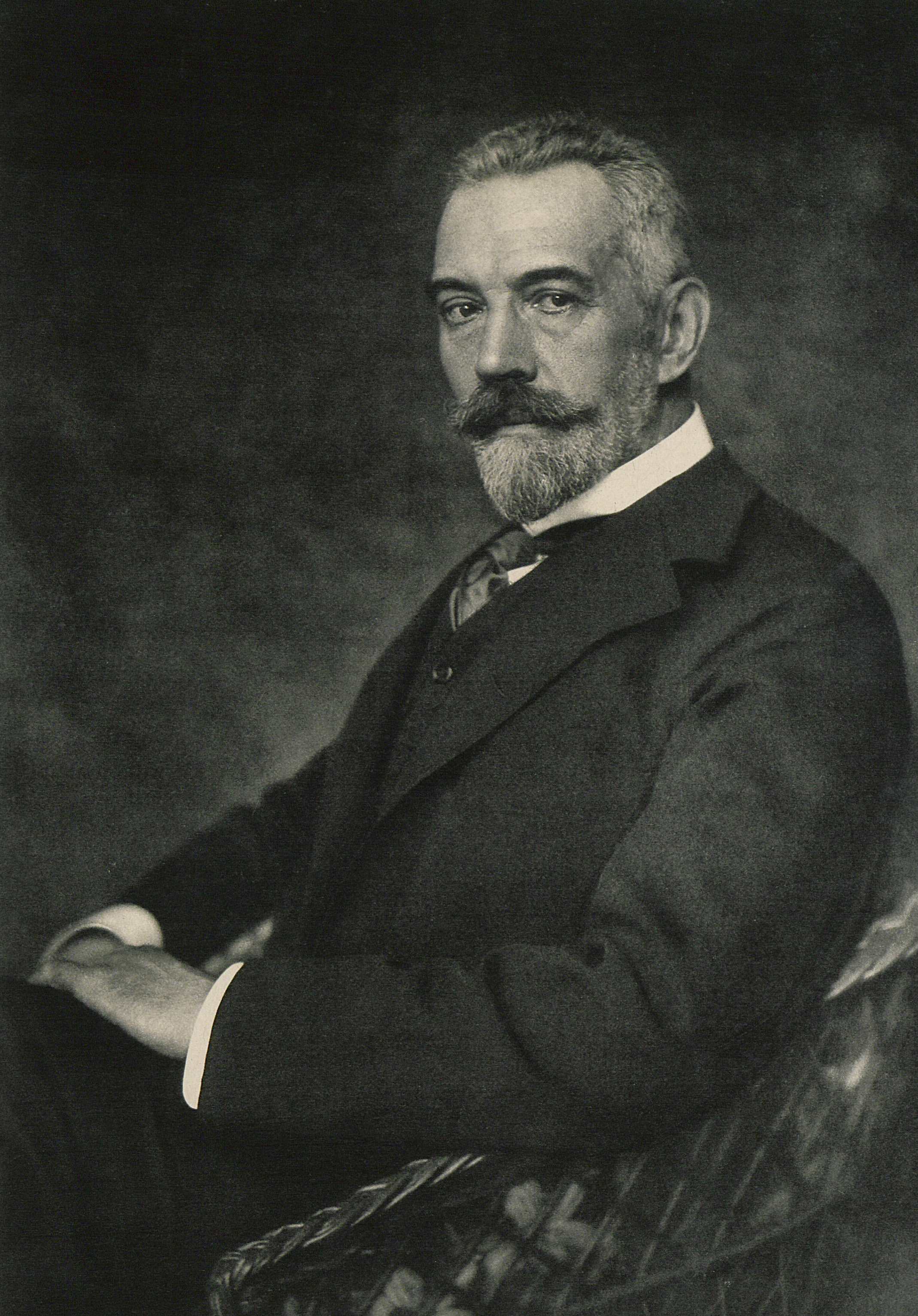
Les conclusions de la conférence de Berlin confirment les buts de Guerre définis par Theobald von Bethmann Hollweg (ici en 1914) en septembre 1914 guerre mondiale.

À la veille de la révolution d'Octobre, les responsables politiques et militaires du Reich élargissent les buts de guerre qu'ils souhaitent voir réalisés au profit de leur pays, même si ce programme apparaît irréaliste à ce stade du conflit. Cependant, le changement de régime en Russie donne aux promoteurs de ce programme maximaliste l'espérance de sa réalisation.
Le programme allemand, reprenant les 24 points négociés le 7 octobre à Kreuznach, est reformulé en treize points. Ce programme des buts de guerre du Reich, présenté aux Austro-hongrois, reprend et approfondit les dispositions édictées par Theobald von Bethmann Hollweg le 9 septembre 1914.
Lors des pourparlers des 2, 3 et 4 novembre 1917, les responsables militaires comme leurs homologues civils s'accordent sur un renforcement de la tutelle allemande sur la Pologne formellement dévolue à la double monarchie. Cependant, ce renforcement, comme la large bande frontalière promise à être annexée par le Reich suscite l'hostilité des négociateurs austro-hongrois, défenseurs d'un État polonais intégrant la Galicie autrichienne

### Maintien des dispositions de Kreuznach
En dépit des attaques de Paul von Hindenburg et Erich Ludendorff, les deux Dioscures, Herting et ses collaborateurs immédiats parviennent à défendre le résultat des accords du 23 avril, arrachant aux militaires un accord mentionnant un périmètre réduit d'annexions,.
Enfin, la formulation du programme des buts de guerre proposé par les représentants du Reich pousse le représentant austro-hongrois à repousser les propositions allemandes, fruit d'un compromis négocié au sein du conseil de la couronne allemande dès son arrivée dans la capitale du Reich, le 5 novembre. Ce refus catégorique lui permet de défendre avec succès le résultat des négociations du printemps précédent, dans les termes de la note commune germano-austro-hongroise du 18 juin 1917 : la Pologne et les pays baltes restent dévolus au Reich, la Serbie, le Monténégro, l'Albanie et la Roumanie à la double monarchie.